# SIG-Sauer Pro
 (décembre 2018).
Si vous disposez d'ouvrages ou d'articles de référence ou si vous connaissez des sites web de qualité traitant du thème abordé ici, merci de compléter l'article en donnant les références utiles à sa vérifiabilité et en les liant à la section « Notes et références ».

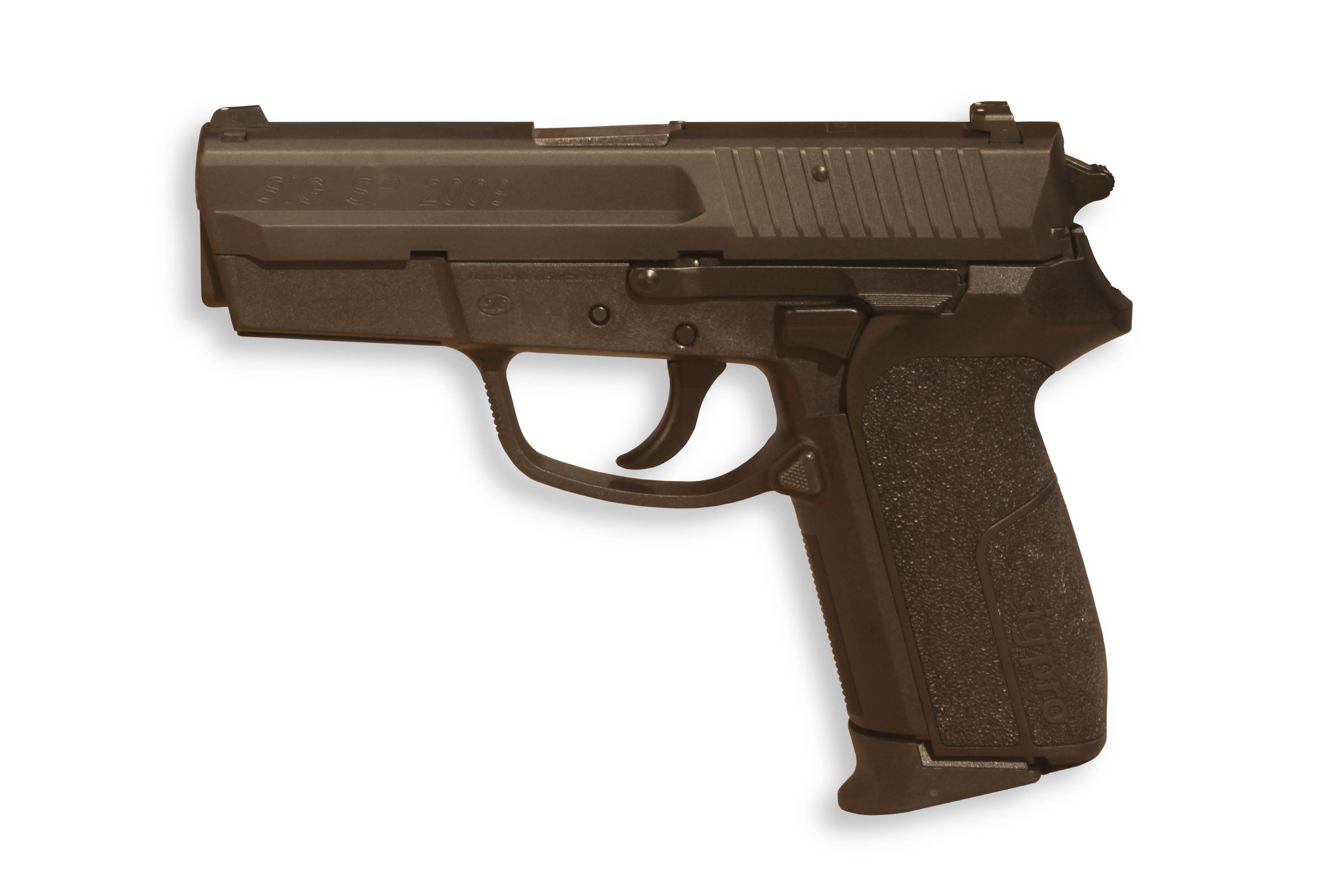
Sig Pro SP 2009

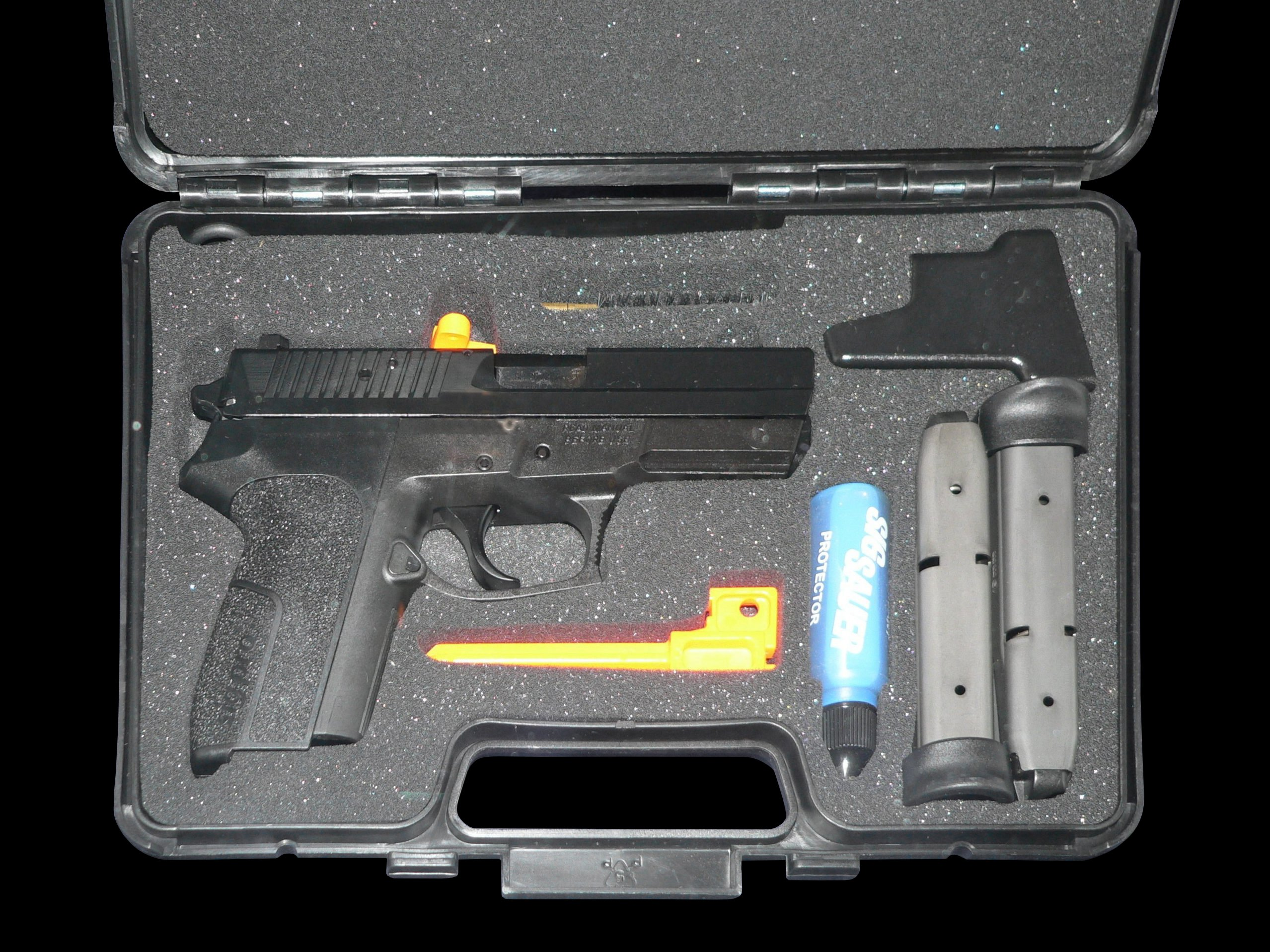
Sig Pro 2340

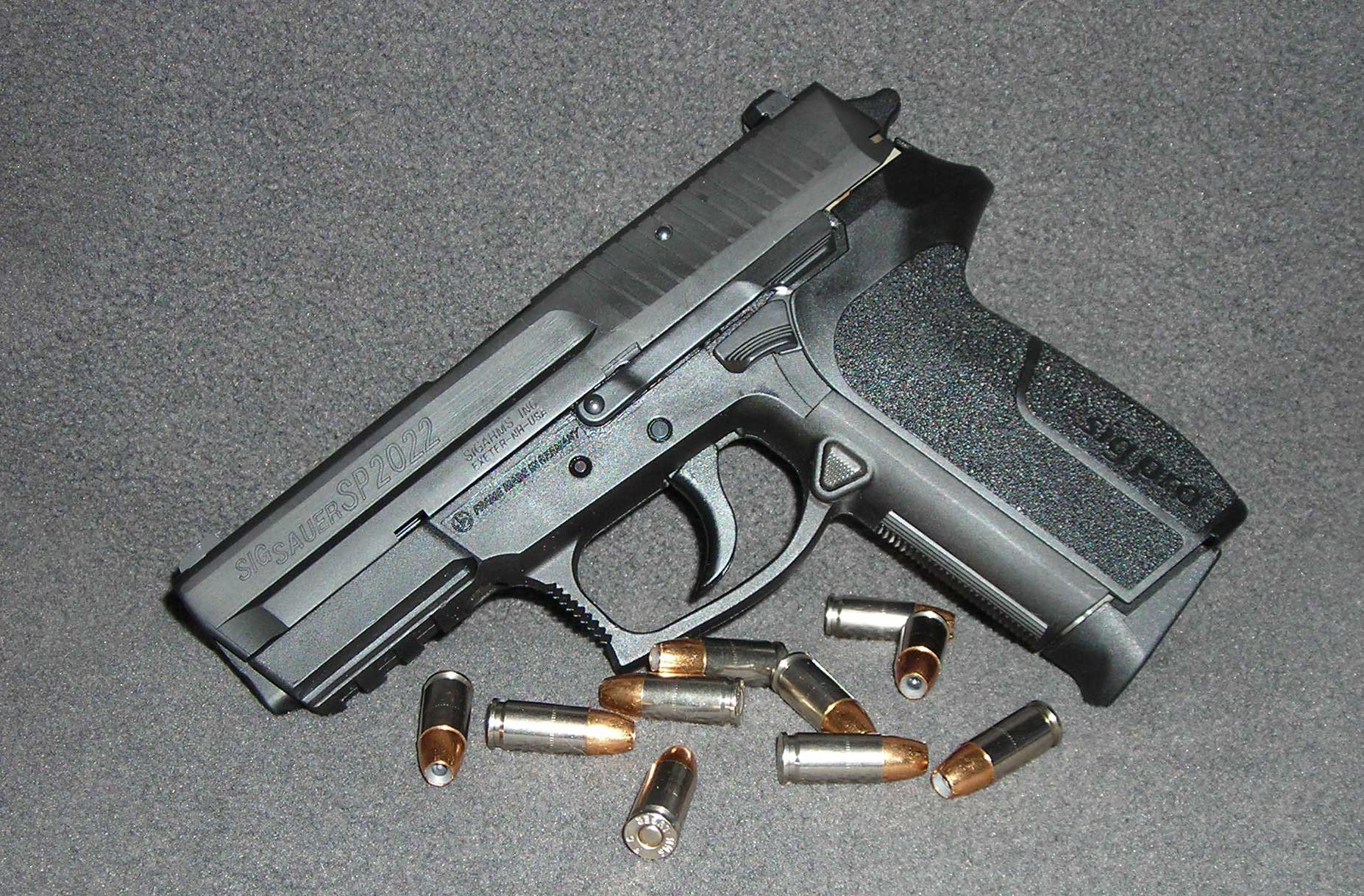
Sig Pro SP2022

Le SIG-Sauer Pro est une série de pistolets semi-automatiques conçue et fabriquée par Swiss Arms AG et Sauer & Sohn et commercialisée aux États-Unis par SIG Sauer. Il a été le premier pistolet de ces deux sociétés à utiliser des matériaux polymères pour la réalisation de la carcasse de l'arme.
Il est disponible dans plusieurs variantes (SP 2009, SP 2022 et SP 2340) et chambrés dans les calibres .40 S&W, 9 mm Parabellum et .357 SIG.
La série des pistolets SIG-Sauer Pro a été réalisée en association par deux fabricants d’armes européens : SIG Arms AG (maintenant Swiss Arms AG) en Suisse et J. P. Sauer & Sohn en Allemagne. Comme pour les autres coentreprises entre ces deux sociétés, leurs armes sont estampillées « SIG-Sauer ». Il a été développé dans le calibre .40 S&W avec une carcasse en polymère et le premier modèle, annoncé en 1998, est le SIG-Sauer Pro SP 2340. Au bout d’une année, la version 9 mm Parabellum, dénommée « SP 2009 », est entrée en production.

## Conception
Le SIG-Sauer Pro utilise le mécanisme du Browning Hi-Power avec un verrouillage de came fermant le système.
La carcasse est faite de polymères, avec des grips de poignées détachables. Ces derniers peuvent être facilement remplacés et sont disponibles dans plusieurs tailles et de formes différentes pour une meilleure prise en main.
La platine de l’arme fonctionne en double action (DA/SA) mais peut être transformée en double action only (DAO). Il n'y a aucune sûreté manuelle sur n'importe lequel des pistolets SIG Pro, mais au lieu de cela, SIG-Sauer a monté un levier de désarmement et a automatisé la sécurité du percuteur.

## Variantes

### SP 2340
C’est le pistolet original comme il a été annoncé en 1998. Il a une garde de détente arrondie et il est chambré pour le calibre .40 S&W et .357 SIG.

### SP 2009
C’est la version chambrée en 9 mm Parabellum annoncée en 1999, un an après l’original.

### SP 2022
Le SP 2022 est la nouvelle version du SP 2009. Il est équipé d’un rail Picatinny sous le canon pour monter des accessoires : torche ou laser.

### SPC 2022
C’est une version plus compacte que le SP 2022 avec une longueur de 7 mm et une hauteur de 10 mm en moins. Il n’est disponible qu’en 9 mm Parabellum.

## Caractéristiques

### SP 2340
- Calibre :  .40 S&W - .357 SIG
- Dimensions hors tout : 187 × 144 × 35 mm
- Longueur du canon : 98 mm
- Pas des rayures : 380 mm en .40 S&W et 406 en .357SIG
- Nombre des rayures : 6
- Poids chargé :  .40 S&W - 874 g (30.83 oz), .357 SIG - 874 g (30.83 oz)
- Capacité chargeur : 12 coups

### SP 2009
- Calibre : 9 mm Parabellum
- Dimensions hors tout : 187 × 144 × 35 mm
- Longueur du canon : 98 mm
- Pas des rayures : 250 mm
- Nombre des rayures : 6
- Poids chargé : : 9 mm Para - 808 g (28.5 oz)
- Capacité chargeur : 15 coups

### SP 2022
- Calibre : 9 mm Parabellum
- Dimensions hors tout : 187 × 144 × 35 mm
- Longueur du canon : 98 mm
- Pas des rayures : 250 mm en 9 mm
- Nombre des rayures : 6
- Poids chargé : : 9 mm Para - 995 g (28.5 oz)
- Capacité chargeur : 15 coups en 9 mm - 12 coups pour les autres calibres

### SPC 2022
- Calibre : 9 mm Parabellum
- Dimensions hors tout : 180 × 134 × 35 mm
- Longueur du canon : 91 mm
- Pas des rayures : 250 mm
- Nombre des rayures : 6
- Poids chargé : 790 g
- Capacité chargeur : 15 coups

## Service
Le SIG-Sauer Pro 2340 est utilisé par les unités américaines de la Drug Enforcement Administration (DEA) aussi bien que par un certain nombre d'autres forces de l'ordre dans le monde entier.
En France, le SP 2022 est l'arme officielle de la gendarmerie, de la police nationale et de la douane mais aussi de l'administration pénitentiaire, soit 260 000 pistolets en tout.
La Police royale de Malaisie utilise le SP 2022 depuis 2007.
En Suisse, le SIG-Sauer Pro SP2009 est utilisé par la police militaire suisse, les polices cantonales de Lucerne et de Schwyz. Le SPC 2009 est devenu le  pistolet standard de l’armée suisse en remplacement du Sig-Sauer P220 (PA modèle 75) comme PA modèle 03 .